# Ftia I de l'Epir
Ftia fou una reina de la tribu dels molossos, a la zona de l'Epiro (en l'actual Grècia). Va viure en l'època clàssica, i el seu marit fou el primer rei no mític el nom del qual apareix en les fonts, Admet de l'Epir.(1)

## Biografia
La reina Ftia i el seu marit eren coetanis del general atenés Temístocles, que havia promogut accions polítiques en contra de la monarquia de l'Epir. Quan l'any 471 abans de la nostra era, però, Temístocles fou condemnat a l'ostracisme per traïció, va fugir primer a Corfú i, més tard, a la cort del rei Admet.
Al moment de la seua arribada el rei es va negar a acceptar-lo, però la reina Ftia va insistir per fer-li costat. Perquè es guanyàs el favor del rei, li aconsellà que demanàs refugi amb un ritual especialment sagrat per als molossos: agafar el seu fill, el jove príncep reial, i col·locar-lo sobre els seus genolls a la vora de la llar. En tornar Admet i veure el seu fill en mans de Temístocles, es va commoure i li va donar protecció. Posteriorment, i tancant l'orella als ambaixadors atenesos i espartans que van arribar després, Admet aconseguí que Temístocles es traslladàs sa i estalvi a Pidna, des d'on va acudir més tard a la cort persa.